# Rue McClanahan
Pour les articles homonymes, voir McClanahan.
Rue McClanahan est une actrice et productrice américaine, née le 21 février 1934 à Healdton (Oklahoma) et morte le 3 juin 2010 à New York.

## Biographie
Fille de Dreda Medaris, une esthéticienne, et de William Edwin McClanahan, un entrepreneur en bâtiment, elle grandit à Ardmore dans l'Oklahoma. Elle termine ses études au lycée Ardmore en 1953. À l'université de Tulsa, elle se spécialise en allemand et en théâtre. Elle est aussi membre du club féminin Kappa Alpha Theta.
Elle se fait connaître à Broadway en 1969 lorsqu'elle interprète Sally Weber dans la comédie musicale Jimmy Shine aux côtés de Dustin Hoffman mais c'est grâce à la télévision qu'elle va accéder à une réelle notoriété. Dans le feuilleton Maude (1972-1978), elle joue ainsi le rôle de Vivian Harmon, la meilleure amie de l'héroïne (Beatrice Arthur). Dans Les Craquantes (1985-1992), elle interprète Blanche Devereaux, la sulfureuse sudiste mangeuse d'hommes et propriétaire de la maison occupée par elle et ses colocataires : Dorothy Zbornak (Beatrice Arthur), Rose Nylund (Betty White) et Sophia Petrillo (Estelle Getty). Elle reçoit un Emmy Award pour ce rôle en 1987.
Défendant le droit des animaux et végétarienne convaincue, elle est l'une des plus importantes partisanes de la PETA (People for the Ethical Treatment of Animals).
Elle soutient également le Parti démocrate. En décembre 2003, elle écrivit une lettre au candidat démocrate John Kerry, l'informant que sa chasse au faisan lui avait coûté son vote (qui alla à Ralph Nader). En 2008, elle soutient Barack Obama à la candidature à la présidence.
Un cancer du sein lui est diagnostiqué en juin 1997, pour lequel elle fut traitée avec succès.

## Filmographie

### Cinéma
- 1961 : Five Minutes to Live de Bill Karn : Pamela (non créditée)
- 1961 : The Grass Eater : Loraina
- 1963 : Five Minutes to Love : Sally « Poochie »
- 1964 : How to Succeed with Girls
- 1965 : Angel's Flight de Raymond Nassour et Kenneth W. Richardson
- 1968 : Walk the Angry Beach : Sandy
- 1970 : The People Next Door : Della
- 1971 : The Pursuit of Happiness de Robert Mulligan : Mme O'Mara
- 1971 : Le Rivage oublié (They Might Be Giants) de Anthony Harvey : Daisy Playfair
- 1971 : Some of My Best Friends Are : Lita Joyce
- 1973 : Blade d'Ernest Pintoff : Gail
- 1978 : A Different Approach
- 1990 : Modern Love : Evelyn Parker
- 1996 : Escroc malgré lui (Dear God) de Garry Marshall : Mom Turner

- 1997 : Liens secrets (This World, Then the Fireworks) : Mom Lakewood
- 1997 : Annabelle : un amour de petite vache : Scarlett (voix)
- 1997 : Starship Troopers de Paul Verhoeven : le professeur de biologie
- 1998 : Border to Border : Mrs. Kirby
- 1998 : Rusty, chien détective (Rusty: A Dog's Tale) de Shuki Levy : Edna Callahan
- 1999 : Blue's Big Treasure Hunt (vidéo) : Grand-mère
- 2001 : Nuncrackers (vidéo) : la révérende-mère
- 2003 : The Fighting Temptations de Jonathan Lynn : Nancy Stringer
- 2005 : Wit's End de Gary D. Rhodes : Dean Madison

### Télévision
- 1964 : Another World : Caroline Johnson (1970-1971)
- 1971 : Hogan's Goat : Josey Finn
- 1972 : Maude : Vivian Cavender Harmon
- 1969 : Where the Heart Is : Margaret Jardin (1971-1972)
- 1974 : The Rimers of Eldritch : Cora Groves
- 1978 : Having Babies III : Gloria Miles
- 1978 : Sergeant Matlovich Vs. the U.S. Air Force : la mère de Mat
- 1978 : Apple Pie : Ginger-Nell Hollyhock
- 1978 : Rainbow : Ida Koverman
- 1978-1984 : La croisière s'amuse (The Love Boat) : (8 épisodes)
- 1979 : Topper : Clara Topper
- 1980 : Gridlock : Adele Sherman
- 1981 : Word of Honor (en) : Maggie McNeill
- 1982 : The Day the Bubble Burst : Barbara Arvey
- 1983 : The Skin of Our Teeth : la diseuse de bonne aventure
- 1985 : Les Craquantes : Blanche Devereaux
- 1986 : Picnic : Flo Owens
- 1987 : La Petite fille aux allumettes (The Little Match Girl) : Frances Dutton
- 1988 : Liberace : Frances
- 1988 : Mariez mes filles, svp (Take My Daughters, Please) : Lilah Page
- 1989 : The Strange Case of Dr. Jekyll and Mr. Hyde
- 1989 : Nightmare Classics
- 1989 : L'Homme au complet marron (The Man in the Brown Suit) : Suzy Blair
- 1989 : The Wickedest Witch : Avarissa
- 1990 : After the Shock : Sherra Cox
- 1990 : Les Enfants de la mariée (Children of the Bride) : Margaret Becker
- 1990 : To My Daughter : Laura Carlson
- 1990 : The Dreamer of Oz (en) : Matilda Electra Joslyn Gage
- 1991 : Biosphere 2 : présentatrice
- 1991 : Baby of the Bride : Margaret Hix
- 1992 : The Golden Palace (série) : Blanche Deveraux
- 1993 : Nunsense : la révérende-mère Mary Regina
- 1993 : La Mère de la mariée (Mother of the Bride) : Margaret Becker Hix
- 1993 : Souvenir du Viêt-nam (Message from Nam) : Beatrice Andrews
- 1994 : Nunsense 2: The Sequel : la révérende-mère Mary Regina
- 1994 : A Burning Passion: The Margaret Mitchell Story : Grand-mère Stephens
- 1995 : L'Invité de Noël (A Holiday to Remember) : Miz Leona
- 1996 : Erreur judiciaire (Innocent Victims) : Marylou Hennis
- 1998 : Columbo : En grandes pompes - Tu retourneras poussière (Ashes to Ashes) (série) : Verity Chandler
- 1999 : À chacun son tour (A Saintly Switch) : tante Fanny
- 1999 : Safe Harbor : grand-mère Loring
- 1999 : The Lot : Priscilla Tremaine
- 2000 : The Moving of Sophia Myles : Mary-Margaret
- 2002 : Stage On Screen: The Women : la comtesse de Lage
- 2003 : Un miracle à 19 pattes (Miracle Dogs) : Katherine Mannion
- 2005 : Un souvenir éternel (Back to You and Me) : Helen Ludwick
- 2008 : Un été pour grandir (Generation Gap) : Kay